# Agama (Korgom)
Agama (auch: Agawa) ist ein Dorf in der Landgemeinde Korgom in Niger.

## Geographie
Das von einem traditionellen Ortsvorsteher (chef traditionnel) geleitete Dorf befindet sich rund elf Kilometer nordöstlich des Hauptorts Korgom der gleichnamigen Landgemeinde, die zum Departement Tessaoua in der Region Maradi gehört. Zu weiteren Siedlungen in der Umgebung von Agama zählen Dan Goudaou im Nordosten und Ichirnawa Léko im Osten.
Agama ist Teil der Übergangszone zwischen Sahel und Sudan. Die durchschnittliche jährliche Niederschlagsmenge beträgt hier zwischen 400 und 500 mm.

## Bevölkerung
Bei der Volkszählung 2012 hatte Agama 631 Einwohner, die in 97 Haushalten lebten. Bei der Volkszählung 2001 betrug die Einwohnerzahl 239 in 33 Haushalten und bei der Volkszählung 1988 belief sich die Einwohnerzahl auf 1331 in 227 Haushalten.
Die Bevölkerungsdichte in diesem Gebiet ist für nigrische Verhältnisse hoch.

## Wirtschaft und Infrastruktur
Das Gebiet der Ebenen im südlichen Teil der Region Maradi, in dem Agama liegt, ist von einer anhaltenden Degradation der ackerbaulichen Flächen gekennzeichnet, die mit der hohen Bevölkerungsdichte in Zusammenhang steht. Im Dorf ist ein Gesundheitszentrum des Typs Centre de Santé Intégré (CSI) vorhanden. Es gibt eine Schule.